# Rolf Hochhuth
Rolf Hochhuth (Eschwege, Hessen, 1 de abril de 1931-Berlín, 13 de mayo de 2020) fue un escritor y dramaturgo alemán. Fue una figura controvertida por sus guiones teatrales y otros comentarios públicos, entre los que destacaron insinuaciones sobre el supuesto indiferentismo del Papa Pío XII frente al exterminio de judíos durante la Segunda Guerra Mundial. Dichas insinuaciones se encuentran en la obra, escrita en 1963, El vicario. También defendió al negacionista del holocausto David Irving, en 2005. Varias de sus obras han sido llevadas al cine y a Broadway.

## Biografía
Estudió teneduría de libros entre 1952 y 1955. En 1955 se empleó en la empresa Bertelsmann-Lesering, de Gütersloh, Westfalia con la tarea de supervisar ediciones varias y antologías. Fue asistente del director en el Teatro Municipal de Basilea en 1963. Se casó con Marianne Heinemann en 1957 con la cual tuvo dos hijos. Se divorciaron en 1972.
Desde 1963 se dedicó a escribir y vivió en las cercanías de Basilea. Además de trabajos en prosa, la obra principal de Hochhuth consiste en piezas de teatro y se lo considera el autor más representativo del teatro documental alemán. Sus piezas combinan diálogos ficticios con material histórico incriminatorio, y su destreza en el desarrollo de temas políticos con gran carga emotiva lo han llevado a ser uno de los más exitosos y controversiales artistas de Alemania.
Los análisis de Hochhuth de ciertos temas que se consideran tabús y su insistencia en la responsabilidad moral de los individuos ha contribuido a debates esclarecedores en la Alemania de postguerra.[cita requerida]
Su primer trabajo El vicario sigue siendo controvertido debido a las inexactitudes históricas respecto a la posición del papa Pio XII respecto a la persecución contra los judíos. Libros como A Question of Judgment (1963) del Joseph Lichten, escritos como respuesta a El vicario, defienden la conducta de Pío XII durante la guerra. Lichten afirma que cualquier crítica a las acciones del Papa durante la Segunda Guerra Mundial es una «sorprendente paradoja» y que «nadie que conozca el historial de las acciones de Pío XII a favor de los judíos puede suscribir las acusaciones de Hochhuth». Hannah Arendt también comentó la obra (y la reacción pública ante ella) en su ensayo de 1964 The Deputy: Guilt by Silence? (El vicario: ¿Culpable por su silencio?).
Su historia corta Un amor en Alemania (1978) y su obra teatral Juristen (1979) encararon el rol en la Alemania de los 1970 de los jueces que habían actuado durante el Tercer Reich. Una de las personas atacadas por Hochhuth, el entonces primer ministro de Baden-Württemberg Hans Filbinger, se vio obligado a dimitir como consecuencia de las revelaciones sobre su pasado. 
En 2003 también se encontró en la palestra pública con MaKinsey está viniendo, una obra sobre el desempleo y la avidez de ganancias en Alemania desde el fin de la Guerra Fría. La obra, que afirma la inevitabilidad de una futura revolución social, provocó todavía más reacciones que la primera y Hochhuth fue acusado de propiciar el asesinato políticamente motivado. A ello respondió el autor que: «en el teatro las cosas deben ser dichas tal como son». Su tragicomedia Heil Hitler (2001) fue estrenada a comienzos de 2007 en la Academia de las Artes de Berlín.
Falleció en Berlín el 13 de mayo de 2020 a los ochenta y nueve años.

## Sus obras

### El vicario

#### Sinopsis
El vicario es un drama publicado en 1963 que tiene una posición crítica respecto del papa Pío XII y de la Iglesia católica en general, sosteniendo que durante la Segunda Guerra Mundial se abstuvo de intervenir frente a las campañas de exterminio de la población civil, en especial de los judíos, de la Alemania nazi. Algunos la han juzgado como una obra literaria de considerable mérito en tanto otras la consideran imperfecta desde el punto de vista de la dramaturgia. La pieza en su versión original dura más de cinco horas e incluye la historia real de Kurt Gerstein, un devoto protestante y posterior miembro de las SS que escribió un informe testimonial acerca de las cámaras de gas. Su muerte, acaecida en París, en julio de 1945, mientras se encontraba detenido como prisionero de guerra fue atribuida a un presunto suicidio. 

#### Objetivo: Difamar a Pio XII
El general Ion Pacepa, jefe de la policía política del dictador rumano Ceacescu confirmó que El vicario se encuadraba dentro de una campaña de desprestigio de la Santa Sede, emprendida por la KGB. Dichas afirmaciones fueron confirmadas por otros historiadores como el alemán Michael F. Feldkamp, especialista en diplomacia vaticana, o el norteamericano Mark Riebling. Otros autores señalaron que Hochhuth perseguía diluir las culpas de Alemania en el estallido de la Segunda Guerra Mundial, introduciendo nuevos actores.

#### Representaciones
La pieza se estrenó en Berlín el 20 de febrero de 1963 bajo la dirección de Erwin Piscator. Su debut en inglés se produjo en el teatro Aldwych en 1963 representada por la Royal Shakespeare Company en una traducción de Robert David MacDonald, dirigida por Clifford Williams . Actuaron Alan Webb/Eric Porter como Pío XII, Alec McCowen como el Padre Fontana y Ian Richardson. Posteriormente fue repuesta en el teatro Citizens en Glasgow en 1986 y en el teatro Finborough de Londres en 2006. Una versión abreviada que fue dada en Broadway el 26 de febrero de 1964 en el teatro Brooks Atkinson con Emlyn Williams como Pío XII y Jeremy Brett como el Padre Fontana llegó a las 316 representaciones.

#### Versión cinematográfica
En 2002 fue realizada por el cine estadounidense la versión fílmica de El vicario dirigida por Costa Gavras. En inglés fue titulada Amen. y en Argentina se exhibió con ese nombre, en tanto en España se la denominó Amén. En todos los casos el punto forma parte del título porque está tomado de la expresión en hebreo que suele traducirse como así sea. 

### Soldados
La siguiente pieza teatral de Hochhuth fue Soldados, necrología en Ginebra de 1967 en la cual sostiene que la muerte del primer ministro de Polonia, general Władysław Sikorski en un choque aéreo en 1943 no fue un accidente como indica la versión oficial sino un homicidio por órdenes de Winston Churchill. Este aspecto histórico de la obra ha oscurecido el tema central del drama que es un debate acerca de la ética del bombardeo de áreas civiles por la Real Fuerza Aérea británica durante la Segunda Guerra Mundial con particular referencia a la Operación Gomorrah, el bombardeo masivo realizado en Dresde en 1943, que culminó en un extenso debate entre Winston Churchill y el pacifista George Bell, Obispo de Chichester. La obra se apoya parcialmente en los trabajos del joven historiador británico David Irving que desde entonces se hizo estrecho amigo de Hochhuth. Más tarde Irving se convirtió en un notorio negacionista del Holocausto y en 2005 Hochhuth cosechó críticas al defender a su amigo de las acusaciones en tal sentido y calificar los cargos como «idiotas» y a Irving como «un hombre honorable».

#### Representaciones
El estreno de la obra en Londres iba a producirse en el Teatro Nacional Británico de esa ciudad pero por fue suspendida por intervención de sus directivos lo que provocó gran controversia, si bien poco después fue producida en el West End con traducción al inglés nuevamente de Robert David MacDonald y con John Colicos en el elenco. En Estados Unidos fue presentada el 1* de mayo de 1968 en el teatro Billy Rose. La reposición de la obra en el teatro Finborough de Londres el 27 de julio de 2004 recibió elogios de la crítica y éxito de público.

### Un amor en Alemania
En 1978 su novela  Un amor en Alemania sobre la relación entre un prisionero de guerra polaco y una mujer alemana durante la Segunda Guerra Mundial provocó un debate acerca del pasado de Hans Filbinger, primer ministro de Baden-Württemberg que había sido un abogado naval y juez hacia el fin de dicha guerra y al que se le imputaba responsabilidad por las sentencias de muerte. Este debate provocó la renuncia de Filbinger. 

### Alan Turing
En 1987 escribió el drama Alan Turing relativo a uno de los padres de la computación, que hizo una importante contribución para el desciframiento de las claves alemanas durante la Segunda Guerra Mundial. La pieza se refería asimismo a la homosexualidad de Turing.

### Mc Kinsey está llegando

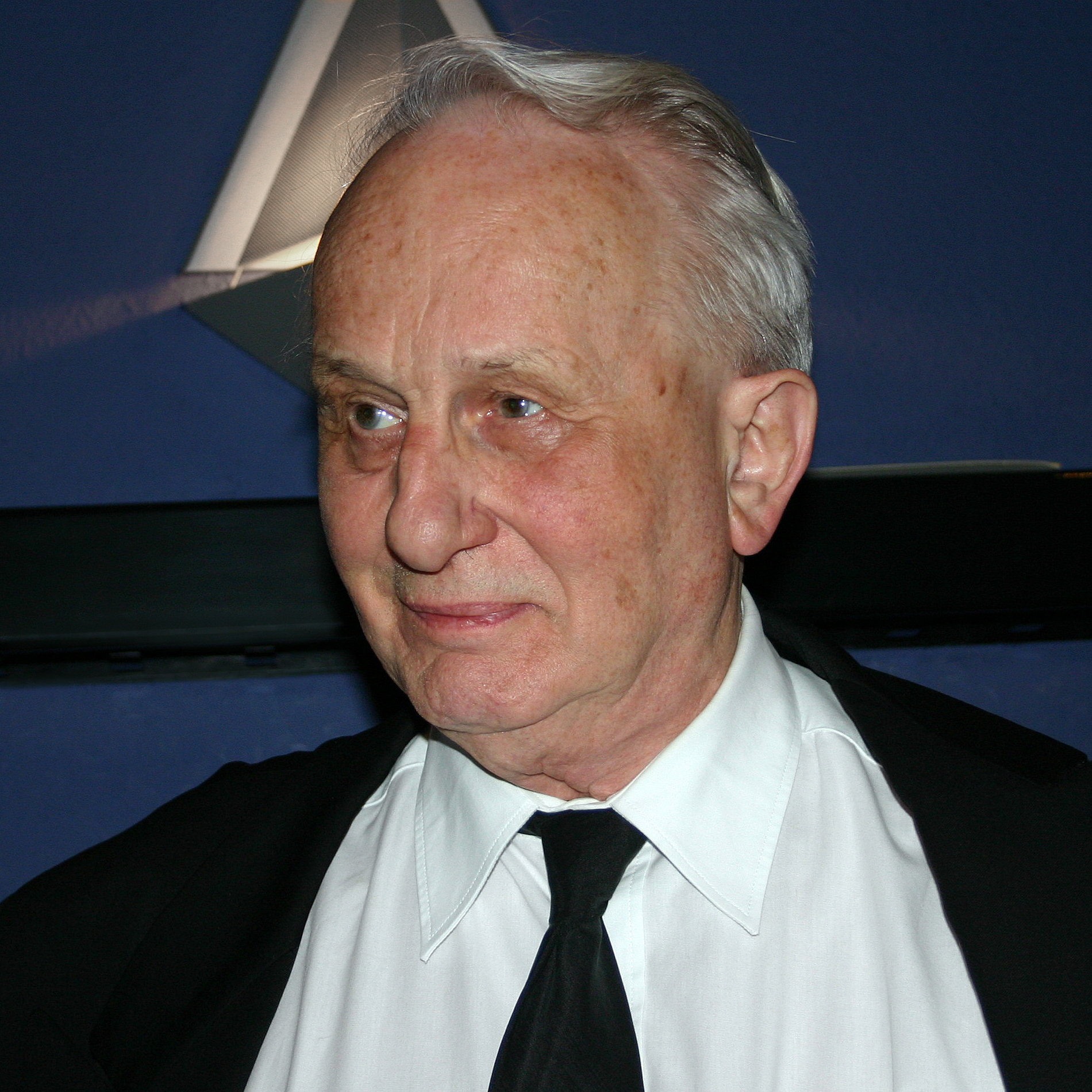
Rolf Hochhuth, 2005.

En 2004 nuevamente causó controversia con la obra McKinsey is Coming, que trata acerca de los problemas del desempleo, la justicia social y el «derecho al trabajo». En un pasaje de la pieza, dos personajes justifican indirectamente la muerte de un directivo, debida a su exorbitante salario y a que, con su gestión, provoca la destrucción de empleos.
Hay un pasaje en el que pone al Presidente del Deutsche Bank en la misma línea que los prominentes hombres de negocios que fueron asesinados por extremistas de izquierda y también con Gessler, el villano alguacil al que mata Guillermo Tell.

### Guerrillas
Es una tragedia contemporánea en cinco actos publicada en 1970 en la que el planteamiento es que sólo la guerrilla urbana puede acabar con el agobiante poder hegemónico de los Estados Unidos y con esta convicción, un senador de Washington pretende organizar la destrucción de la Casa Blanca. Hochhuth reconstruye perfectamente el ambiente político de los años sesenta introduciendo datos reales en la trama ficticia de la obra, menos conocida que El vicario pero escrita con la misma maestría.

### Guiones
Hochhuth también escribió guiones para el cine y la televisión: 
- Berliner Antigone (1968)
- Élo Antigoné (1968)
- Ärztinnen (1984)
- Effis Nacht (1998)
- Un amor en Alemania (1983)

## Premios
Recibió los siguientes premios:
- Premio Gerhart Hauptmann (1962) por El vicario.
- Premio Berliner Kunstpreis (1963) por El vicario
- Premio Joven Generación (1963)
- Premio Melcher (1965)
- Premio en Arte en Basilea (1976)
- Premio Geschwister-Scholl (1980) por su obra, Un amor en Alemania.[5]
- Premio Stadt Munchen und des Verbandes Bayerischer Verlager (1980)
- Premio Lessing (1981).
- Premio Jacob-Burckhardt del Basler Goethe Stiftung (1991)
- Premio de Literatura Elisabeth-Langgässer (1991)
- Premio Jacob Grimm (2001).
- Premio Cicerón (2002)

## Obras
- Obras teatrales
  - Der Stellvertreter: Ein christliches Trauerspiel (El vicario) (representada en Berlín Occidental en 1963). Como The Deputy (representada en Nueva York 1964). Publicada en inglés como The Representative en 1963 y como The Deputy en 1964.
  - Soldaten, Nekrolog auf Genf: Tragödie (Soldados, necrología en Ginebra) (representada en Berlín Occidental en 1967); como Soldiers (representada en Toronto, Canadá, y Nueva York en 1968), publicada en inglés como Soldiers: An Obituary for Geneva en 1968.
  - Guerrillas: Tragödie in fünf Akten (representada en Stuttgart, Alemania Occidental en 1970).
  - Die Hebamme: Komödie [La partera] (producida en 1972).
  - Lysistrate und die NATO: Komödie Mit e. Studie: Frauen und Mütter, Bachofen und Germaine Greer [Lysistrata y la Nato] (producida en 1974).
  - Tod eines Jägers [Muerte de un cazador]. 1976.
  - Juristen: Drei Akte für sieben Spieler. 1979.
  - Arztinnen: 5 Akte. 1980.
  - Judith (producida en Glasgow, Escocia, en 1984).
  - Unbefleckte Empfangnis: Ein Kreidekreis [La inmacuada concepción: un círculo de tiza] (producida en Berlín en 1989).
  - Sommer 14: Ein Totentanz [Verano 14] (producida en Viena en 1990).
  - Alle Dramen [Todos los dramas] (2 vols.). 1991.
- Novelas
  - Eine Liebe in Deutschland.(Un amor en Alemania) en 1978; como A German Love Store en inglés en 1980.
  - Atlantik-Novelle: Erzählungen und Gedichte en 1985.
  - El sobreviviente, (1981).
- Otros
  - Krieg und Klassenkrieg [Guerra y guerra de clases] (ensayos). 1971.
  - Zwischenspiel in Baden-Baden. 1974.
  - Die Berliner Antigone: Prosa und Verse [The Berlin Antigone] (novela). 1975.
  - Tell '38. 1979; traducido al inglés como Tell '38, 1984.
  - Spitze des Eisbergs: Ein Reader. 1982.
  - Rauber-Rede: 3 deutsche Vorwurfe: Schiller/Lessing/Geschwister Scholl. 1982.
  - Schwarze Segal: Essays und Gedichte. 1986.
  - Tater und Denker: Profile und Probleme von Casar bis Junger: Essays. 1987.
  - War hier Europa? Reden, Gedichte, Essays. 1987.
  - Alan Turing: Erzählung. 1987.
  - Menzel: Maler des licts. 1991.
  - Von Syrakus aus gesehen, gedacht, erzählt. 1991.
  - Tell gegen Hitler: Historische studien. 1992.
  - Wessis in Weimar: Szenen aus einem besetzten land. 1993.
  - Julia oder der weg zur macht: Erzeahlung. 1994.
  - Effis nacht: Monolog. 1996.
  - Und Brecht sah das tragische nicht: Pleadoyers, Polimiken, Profile. 1996.
  - Was beliebt ist auch erlaubt. 1960.
- Ediciones
  - Sämtliche Werke, und eine Auswahl der Skizzen und Gemälde, by Wilhelm Busch:

Und die Moral von der Geschicht. Eingeleitet mit dem Essay von Theodor Heuss aus der Biographie Die grossen Deutschen. 1959.
- - Lustige Streiche in Versen und Farben, de Wilhelm Busch. 1960.
  - Sämtliche Bildergeschichten mit 3380 Zichnungen und Fachsimilies, de Wilhelm Busch. 1961.
  - Liebe in unserer Zeit: Sechzehn Erzählungen (2 vols.). 1961.
  - Am grauen Meer, de Theodor Storm Mosaik. 1962.
  - Die Deutschen, de Otto Flake. 1962.
  - Dichter und Herrscher, de Thomas Mann. 1963.
  - Die grossen Meister: Deutsche Erzähler des 20. Jahrhunderts (2 vols.). 1964.
  - Des Lebens Uberfluss. 1969.
  - Ruhm und Ehre. 1970.
  - (con Hans-Heinrich Koch) Kaisers Zeiten: Bilder einer Epoche, de Oscar Tellgmann. 1973.
- Adaptación para cine.
  - The Investigation, 1965, de la obra El vicario.